# Милтон (Кентаки)
Милтон (енгл. Milton) град је у америчкој савезној држави Кентаки.

## Демографија
По попису из 2010. године број становника је 574, што је 49 (9,3%) становника више него 2000. године.
| Група             | 2000.       | 2010.       |
| Белци             | 511 (97,3%) | 539 (93,9%) |
| Афроамериканци    | 0 (0,0%)    | 0 (0,0%)    |
| Азијати           | 1 (0,2%)    | 1 (0,2%)    |
| Хиспаноамериканци | 5 (1,0%)    | 22 (3,8%)   |
| Укупно            | 525         | 574         |